# Шень Їньмо
Шень Їньмо (沈尹默, 1883 — 1971) — китайський вчений, поет, каліграф, педагог, зробив особливий внесок у збереження каліграфічної традиції Китаю.

## Життєпис
Народився у 1883 році у м.Ханчжоу, провінція Чжецзян. Його дід і батько були відомими каліграфами. У 23 роки Шень Їньмо вирушає на навчання до Японії. Після повернення на батьківщину (1917) Шень став одним з шести редакторів найвпливовішого сучасного журналу Китаю «Нова молодь», брав активну участь у Русі Четвертого травня (1919). У 1930-ті роки був професором та ректором університету Бейпін. Після 1949 року він є членом Загальнодержавної народної політичної консультативної ради Китаю і голова Центральної палати з вивчення історії і культури. У 1961 році в Шанхаї він засновує «Наукове товариство по вивченню китайської каліграфії та різьблення почерком чжуань» (Чжунго шуфа чжуаньке яньцзю-хуей 中国书法篆刻研究会). Помер у 1971 році.

## Каліграфія
Шень Їньмо належать фундаментальні публікації з історії та естетиці каліграфії: «Бесіди про каліграфію» (Тань Шуфа, 1952 рік), двотомне видання «Коментарі про каліграфію відомих майстрів з коментарями» (Ліда мінцзя сюешу цзин янь тань цзіяншіі, 1963 рік), дослідження про творчість двох Ванів (Ер Ван Шуфагуань-куй, 1964 рік) та ін. На його працях виховувалися всі каліграфи другої половини ХХ ст.
Власний творчий шлях у каліграфії Шень Їньмо почав з вивчення стилю Чу Суйляна. У 30 років вивчав Вень Чженміна, Мі Фу, Чжи-юна і Сунь Готіна. Після 50 років і до кінця життя особливо важливих для нього став стиль Оуян Сюня. У творчості всіх цих майстрів Шень Іньмо насамперед цікавить втілення спадщини «двох ванів» (ер Ван) — Ван Січжи та Ван Сяньчжи, головною і підсумкової мети його творчого шляху. Вже у зрілому віці він неодноразово копіював твір Ван Січжи Ланьтін сюй — «Передмова до віршів Павільйону орхідей». Він досягає бажаного співзвуччя з цзіньскими майстрами і визнається знавцями найбільш видатним послідовником Ван Січжи серед каліграфів ХХ ст. Особливо гарні його твори почерком сіншу. Пензель майстра працює бездоганно чисто, її техніка відточена і прозора. У траєкторіях ведення пензля присутня м'яка округлість. Його рисам властива натхненна Ван Січжи легкість і сила.

## Поезія
Окрім загальної редактури, у «Новій молоді» Шень друкував власні вірші, написані у новому, сучасному стилі 尝试派. Також видав збірки своїх віршів: «Сбірка Цюмінь» та «Збірка Сансін».